# Gujan-Mestras
Gujan-Mestras är en kommun i departementet Gironde i regionen Nouvelle-Aquitaine i sydvästra Frankrike. Kommunen ligger i kantonen La Teste-de-Buch som tillhör arrondissementet Arcachon. År 2022 hade Gujan-Mestras 22 643 invånare.

## Befolkningsutveckling
Antalet invånare i kommunen Gujan-Mestras
Referens:INSEE